# Runeikių miškas
Runeikių miškas este o arie protejată (arie specială de conservare — SAC, sit de importanță comunitară — SCI) din Lituania întinsă pe o suprafață de 56,18 ha, integral pe uscat.

## Localizare
Centrul sitului Runeikių miškas este situat la coordonatele 55°20′01″N 24°20′35″E / 55.3336°N 24.3431°E.

## Înființare
Situl Runeikių miškas a fost declarat sit de importanță comunitară în august 2008 pentru a proteja un număr necunoscut de specii din flora spontană și fauna sălbatică aflate în arealul zonei. Situl a fost protejat și ca arie specială de conservare în august 2020.

## Biodiversitate
Situată în ecoregiunea boreală, aria protejată conține 3 habitate naturale: Mlaștini alcaline, Păduri caducifoliate bătrâne naturale hemiboreale fino-scandinave (Quercus, Tilia, Acer, Fraxinus sau Ulmus) bogate în specii epifite, Păduri caducifoliate de mlaștină fino-scandinave.
La baza desemnării sitului se află un număr nedeclarat de specii protejate.